# Ballingslöv
Ballingslöv är en tätort i Hässleholms kommun i Skåne län.
I Ballingslöv finns huvudkontoret för Ballingslöv AB, som är en av Sveriges största köks- och badrumstillverkare.
Ballingslöv ligger utmed Södra stambanan och trafikeras med Krösatågen.
Orten har två idrottsföreningar: brottarklubben Ballingslövs BK samt fotbolls- och gymnastikklubben Ballingslöv GoIF.

## Befolkningsutveckling
| Befolkningsutvecklingen i Ballingslöv 1960–2020 | Befolkningsutvecklingen i Ballingslöv 1960–2020 | Befolkningsutvecklingen i Ballingslöv 1960–2020 | Befolkningsutvecklingen i Ballingslöv 1960–2020 | Befolkningsutvecklingen i Ballingslöv 1960–2020 |
| ----------------------------------------------- | ----------------------------------------------- | ----------------------------------------------- | ----------------------------------------------- | ----------------------------------------------- |
|                                                 |                                                 |                                                 |                                                 |                                                 |
| År                                              |                                                 |                                                 | Folkmängd                                       | Areal (ha)                                      |
| 1960                                            | 1960                                            |                                                 | 358                                             |                                                 |
| 1965                                            | 1965                                            |                                                 | 438                                             |                                                 |
| 1970                                            | 1970                                            |                                                 | 470                                             |                                                 |
| 1975                                            | 1975                                            |                                                 | 437                                             |                                                 |
| 1980                                            | 1980                                            |                                                 | 370                                             |                                                 |
| 1990                                            | 1990                                            |                                                 | 389                                             | 58                                              |
| 1995                                            | 1995                                            |                                                 | 372                                             | 58                                              |
| 2000                                            | 2000                                            |                                                 | 328                                             | 58                                              |
| 2005                                            | 2005                                            |                                                 | 321                                             | 58                                              |
| 2010                                            | 2010                                            |                                                 | 310                                             | 58                                              |
| 2015                                            | 2015                                            |                                                 | 328                                             | 66                                              |
| 2020                                            | 2020                                            |                                                 | 361                                             | 71                                              |
|                                                 |                                                 |                                                 |                                                 |                                                 |